# 名古屋市立有松小学校
名古屋市立有松小学校（なごやしりつありまつしょうがっこう）は、愛知県名古屋市緑区にある公立小学校である。

## 概要
明治時代初期から存続する歴史の古い小学校で、2018年（平成30年）は開校から144年目にあたる。標高30.5メートルにあり、敷地面積は14,627平方メートル、建築面積は7,897平方メートルを有する（2010年（平成22年）5月1日現在）。施設は鉄筋コンクリート構造3階建ての「北校舎」、鉄筋コンクリート構造2階建ての「東校舎」、鉄筋コンクリート構造4階建ての「管理棟」、1階に特別教室を持つ体育館、プール、運動場などで構成される。全児童数は724人、学級数は普通学級が24、特別支援学級が2となり、普通学級の平均児童数は30.2人である（2018年度（平成30年度））。

## 沿革

### 経緯
有松小学校がかつて立地した知多郡有松村（ありまつむら）は、1608年（慶長13年）頃に知多郡桶廻間村（おけばさまむら）の支村として東海道沿いに誕生した街村で、江戸時代から明治時代にかけては有松絞（ありまつしぼり）の生産・販売を通じて大いに発展をみた商工業の町である。その有松村でも江戸時代末期になると町民の子供の教育のために寺子屋が開かれ、大雄山祇園寺（北緯35度4分8.2秒 東経136度58分1.3秒 / 北緯35.068944度 東経136.967028度）では僧侶信操永堅・鉄堂禅棟らが1849年（嘉永2年）から1882年（明治15年）まで読解を教えたほか、尾張藩士梶田松次郎・梶田清之助による「梶田塾」では読み書きを教えている。また一般の絞商家でも、店の子弟や奉公人らが毎晩2時間程度、読み書きそろばんを学んでいたことが知られる。
現在の有松小学校の前身となる「第2大学区内愛知県管下第6番中学区内知多郡第19番小学有明学校」は、1874年（明治7年）7月12日に東海道沿いの一角（北緯35度4分58秒 東経136度58分17.6秒）に開校、命名は当時の愛知県令であった安場保和によるものといわれる。1876年（明治9年）頃に「有明」を「有松」に改名、その後数字部分が何度か変更になり、1879年（明治12年）から1880年（明治13年）頃には数字が廃されて「愛知県知多郡有松学校」となる。学校は開校以来、6歳から9歳までの下等、10歳から13歳までの上等に分かれ、計8年の修業年限であったというが、1880年（明治13年）頃に普通科に統合され、翌1881年（明治14年）に小学初等科・小学中学科・小学高等科の3科が併設される。そして1886年（明治19年）に小学校令が公布されたことに伴い、翌1887年（明治20年）4月には校名が「知多郡尋常小学有松学校」に改められ、修業年限を4年とし、2学級の尋常科を置く尋常小学校として整備される。
児童数の増加に伴い1891年（明治24年）9月には西方に新築移転（北緯35度4分58秒 東経136度58分17.6秒）、翌1892年（明治25年）4月には校名が有松町の管理にあることを示す「有松町立有松尋常小学校」に変更される。この頃の教科は「修身」・「読書」・「作文」・「習字」・「算術」・「体操」の6つを数え、正教員数は2名、児童数は120名に至っている。
1894年（明治27年）3月、かねてより町民から要望が強かった高等科が設置され、「有松町立有松尋常高等小学校」と呼ばれるようになる。高等科は修業年限4年の尋常科の後にさらに4年間の課程を設けたもので、有松小学校では単年1クラス、計4クラスが新たに置かれている。理科機械、博物標本、唱歌器具、体操機械などの設備が導入され、正教員1名、裁縫教員1名、準教員1名の増強、かつまた校長が置かれることとなって、ここに組織としての充実も図られている。高等科の設置は当時において莫大な費用を要するものであったが、有松町では絞組合が町に対して多額の寄付を行い、これを実現させている。高等科が無かった近隣の知多郡大府村、同大高村、愛知郡豊明村からも児童の入学があり、校舎に児童を入れる余地が少なくなってきたことから、1891年の移転前に使用していた旧校舎を敷地内に移築、そのために手狭になった運動場の代替地として1898年（明治31年）4月には隣地を借り受けている。
1893年（明治26年）に知多郡共和村大字桶狭間が共和村から分離して有松町に編入（以降有松町は大字有松と大字桶狭間の2字が併存することになる）、これに伴い桶狭間の初等学校であった「私立桶狭間小学校」が有松町立有松尋常（高等）小学校の分校となり、以来存続していたが、1910年（明治43年）4月にこれを廃止、大字桶狭間の児童たちも有松小学校へ通学することになる。明治時代末期において児童数は350名以上を数え、1923年（大正12年）には愛知郡鳴海町内、同豊明村内の一部地域の児童の入学が許可されたことから、さらに児童数は膨張していく。

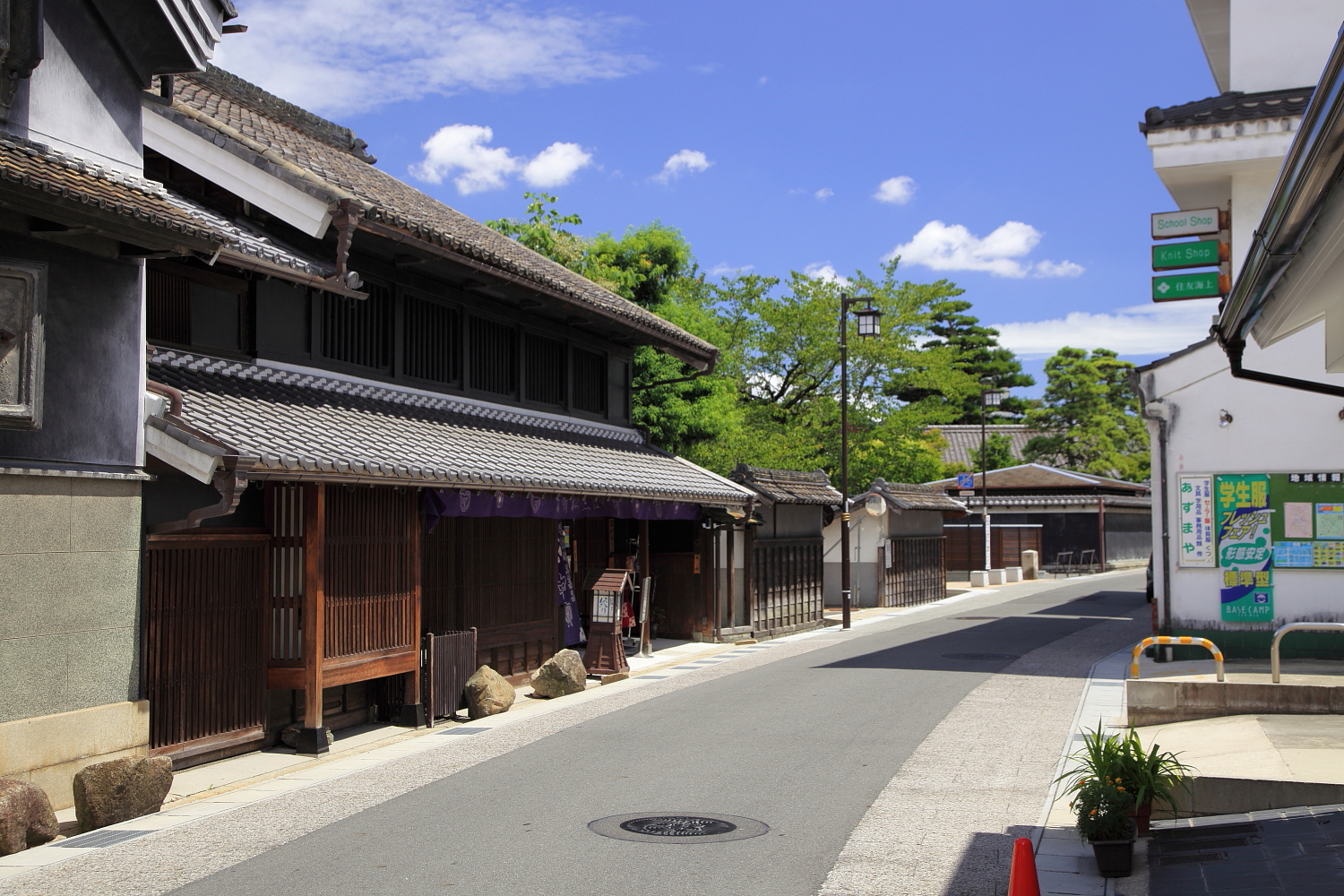
旧東海道（現愛知県道222号緑瑞穂線）沿いにあり、江戸時代・明治時代の趣を色濃く残す有松の町並み（2012年（平成24年）8月）。

こうした事態に対して有松町は、1906年（明治39年）に現在の小学校が立地する一帯の土地に新運動場を建設、1914年（大正3年）12月には現在の名古屋市立有松中学校が立地する付近の土地を借り入れ、そのうち5反25歩（約0.504ヘクタール）の土地に新運動場を建設、さらに仮教室の認可を得て8学級の編成を行うなどの対処を行っている。そして1927年（昭和2年）、新運動場として使用していた土地をさらに広げ、敷地面積3,808坪（約1.259ヘクタール）に建築面積640坪（約0.212ヘクタール）の新校舎、2,232坪（約0.738ヘクタール）の運動場、奉安殿などを建造する。建材には節の無い高級な木材が使用され、9部屋の普通教室のほか、裁縫室・唱歌室・理科室の特別教室を有しており、当時「知多郡一」と呼ばれるほどの偉容を誇ったという。建造に要した費用は8万円で、町の積立金から拠出されたほかに、久田伊左衛門・服部孫兵衛・竹田嘉兵衛ら町内絞商の有力者からの多額の寄付金によっても補われており、3者は後に、この功によって政府から紺綬褒章を授与されている。さらに1938年（昭和13年）頃には手狭になった運動場を南へ拡張するなどしており（現在の名古屋市立有松中学校の運動場に相当する）、
1941年（昭和16年）に国民学校令が施行されたことに伴い尋常小学校が国民学校に再編、有松町立有松尋常高等小学校も校名が「有松国民学校」に変更される。教科もそれまでの修身・国語・国史・地理・算数・理科・体育・武道・音楽・習字・図画・工作・裁縫が国民科・理数科・体錬科・芸能科などに再編統合されて、軍国主義的教育が強力に推進されるようになる。太平洋戦争が勃発したのち、児童たちは毎月全員が有松天満社（北緯35度4分14.9秒 東経136度58分5.9秒 / 北緯35.070806度 東経136.968306度）や桶狭間神明社（北緯35度3分8.2秒 東経136度58分6.4秒 / 北緯35.052278度 東経136.968444度）を参拝して必勝祈願を行うとともに、出征兵士や戦死者の遺骨の送迎のために有松駅へと頻繁にかり出されるようになる。運動場はサツマイモ畑となりその一角に防空壕が設けられたほか、有松町大字桶狭間字巻山（現在の名古屋市立桶狭間小学校が立地する付近）には高射砲部隊の対空陣地が置かれ第16照空中隊が駐屯しており、有松国民学校はその寄宿地として使用されたために部屋数が足らず「すし詰め学習」状態であったという。1944年（昭和19年）以降になると名古屋近辺への空襲が著しくなり、児童たちも爆撃や機銃掃射を避けるための避難訓練を頻繁に受けている。
1947年（昭和22年）3月31日に国民学校令が廃止され、翌4月1日に学校教育法が施行、これに伴い有松国民学校も「有松町立有松小学校」と名が改められる。教科は国語・社会・算数・理科・音楽・図画工作・体育・家庭に改編され、教科書も国定教科書から検定教科書に取って代わられるようになる。なお、有松町では学校教育法の施行にあわせて有松町立有松中学校（現在の名古屋市立有松中学校）も発足したが、準備期間が乏しかったこともあり、有松小学校の4教室を間借りしてのスタートとなっている。翌1948年（昭和23年）から中学校の新校舎建設が始まり、現在のプール付近に仮校舎が完成、1957年（昭和32年）に現在の中学校敷地内の位置に円形状の新校舎が完成したことで、小学校と中学校はようやく校舎が分離することになる。他方、小学校でも、1953年（昭和28年）に敷地が拡充されて2,700坪（約0.893ヘクタール）相当の運動場が完成、翌1954年（昭和29年）にはそれまで竹藪と墓地であった敷地北西部にプールが建造される。

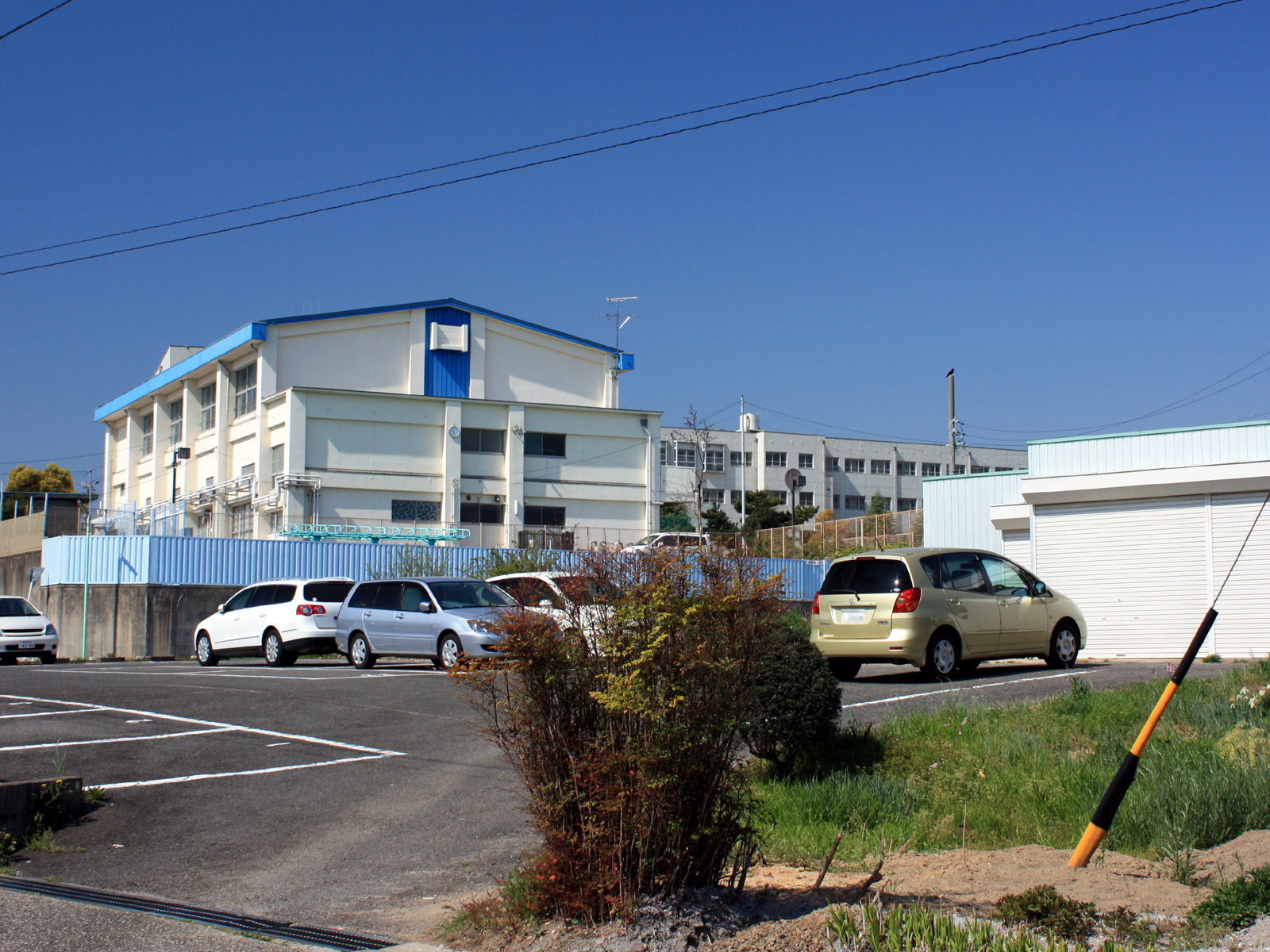
有松小学校から分離独立した名古屋市立桶狭間小学校（2009年（平成21年）4月）。

1964年（昭和39年）12月1日に有松町が名古屋市と合併、緑区の一部となり、有松町立有松小学校も「名古屋市立有松小学校」となる。これに先立つ1959年（昭和34年）9月の伊勢湾台風では北校舎が倒壊、名古屋市との合併後はベッドタウンとして人口流入が続いたことを背景に児童数の増加と校舎の老朽化・狭隘化が問題となり、1968年（昭和43年）から1974年（昭和49年）にかけて、校舎の大規模な改修・新築工事が行われる。しかし1972年（昭和47年）には大字桶狭間に名古屋市営桶狭間荘が建築されて児童数が一段と増加、大字桶狭間でも分校・小学校設置の声が高まり、名古屋市緑区有松町大字桶狭間字巻山30番地（北緯35度3分19秒 東経136度58分4.3秒 / 北緯35.05528度 東経136.967861度）に建造を決定、1974年（昭和49年）から周辺の道路整備も含めて建設工事が始まり、翌1975年（昭和50年）9月1日に名古屋市立有松小学校桶狭間分校として開校する。校舎の建設は続いていたが、1年生から3年生までの7クラス、294名がこの分校で学び始め、翌1976年（昭和51年）4月1日には名古屋市立桶狭間小学校として分離独立する。なお、桶狭間小学校が分離する直前の昭和50年度において有松小学校は、学級数31・児童数1,227名という開校以来最大の規模までに膨れあがっている。
この後、学級数・児童数は横ばいもしくは緩やかな減少を続けており、2000年（平成12年）に「東校舎」を新築した以外に、2012年（平成24年）現在に至るまで施設・敷地の大規模な拡張は行われていない。他方で、1989年（平成元年）から翌1990年（平成2年）に「北校舎」にて、1991年（平成3年）に「管理棟」・体育館にて大幅な改修工事が行われたほか、2002年（平成14年）から順次行われた体育館・「北校舎」・「管理棟」での耐震補強工事、玄関前に防犯監視カメラと人感センサの設置（2001年（平成13年））、防球ネットの設置（1986年（昭和61年）-1987年（昭和62年））、緊急車両用通路の建設（2006年（平成18年））など、現にあるものの改修補強・安全面の強化に力が入れられるようになっている。

### 年表
- 1874年（明治7年）7月12日 - 「第二大学区内愛知県管下第六番中学区内知多郡第十九番小学有明学校」が開校する。
- 1876年（明治9年）頃 - 校名が「第二大学区内愛知県管下第六番中学区内知多郡第十九番小学有松学校」に改称される。
- 1878年（明治11年）-1879年（明治12年）頃 - 校名が「第二大学区内愛知県管下第六番中学区内知多郡第四十八・九・五十番小学有松学校」に改称される[1]。
- 1879年（明治12年）-1880年（明治13年）頃 - 校名が「第二大学区内愛知県管下第六番中学区内知多郡第一番小学有松学校」に改称される[1]。その数ヶ月後、数字部分がはずされ、「愛知県知多郡有松学校」に改称される。
- 1887年（明治20年）4月 - 前年の小学校令公布に伴い、校名が「知多郡尋常小学有松学校」に改称される。
- 1891年（明治24年）9月 - 児童数の増加に伴い校舎が後の有松町大字有松字橋東南64番地に移転する。
- 1892年（明治25年）4月 - 校名が「有松町立有松尋常小学校」に改称される。
- 1893年（明治26年）11月 - 知多郡共和村大字桶狭間が分離して有松町に編入されたことに伴い、「私立桶狭間小学校」が有松町立有松尋常小学校の分校となる。
- 1894年（明治27年）3月 - 高等科の設置に伴い、校名が「有松町立有松尋常高等小学校」に改称される。
- 1904年（明治37年） - 国定教科書の使用が始まる[44]。
- 1906年（明治39年） - 現在の小学校が立地する付近に新運動場が建設される。
- 1907年（明治40年）10月 - 「有松町立商業補習学校」が有松小学校に併設される[45]。
- 1909年（明治42年）3月4日 - それまでの校章を廃し、「有」の字と「松」の葉を組み合わせて図案化した新たな校章が制定される[46]。
- 1910年（明治43年）4月 - 有松町立有松尋常高等小学校桶狭間分校が廃止され、分校の児童たちも本校へ通学することになる。
- 1914年（大正3年）12月 - 現在の中学校が立地する付近に新運動場が建設される。
- 1918年（大正7年）11月 - 「有松町立実業補習学校」が有松小学校に併設される[47]。
- 1927年（昭和2年） - 普通教室9、特別教室3を有する新校舎が落成する。
- 1938年（昭和13年） - 運動場が拡張される。
- 1941年（昭和16年）4月 - 校名が「有松国民学校」に改称される。
- 1944年（昭和19年） - 全児童を対象にした給食が始まる[34]。
- 1945年（昭和20年）1月14日 - 空襲により敷地内の崖に爆弾が投下され、3階校舎の窓ガラスがほぼ全壊する[48]。
- 1947年（昭和22年）4月1日 - 学校教育法の施行に伴い、校名が「有松町立有松小学校」に改称される。
- 1947年（昭和22年）8月 - 有松小学校PTAが開設される[49]。
- 1949年（昭和24年）5月 - 「社会学級」が有松小学校に併設される[3][50]。
- 1949年（昭和24年）[いつ?] - 完全給食が開始される[3]。
- 1949年（昭和25年）8月 - 「青年学級」が有松小学校に併設される[3][50]。
- 1955年（昭和30年） - 社会科研究指定発表校になる[34]。
- 1961年（昭和36年）10月3日 - 有松小学校の校歌『この力』が制定される（12月13日発表）[46]。
- 1964年（昭和39年）12月1日 - 有松町が名古屋市と合併し、緑区の一部となる。これに伴い、有松町立有松小学校は「名古屋市立有松小学校」に改称される。
- 1968年（昭和43年） - 「北校舎」東側1階部分の3教室が新築される[38]。
- 1969年（昭和44年） - 「北校舎」東側2・3階部分の6教室が新築された上で、それまでの木造西校舎が取り壊される[38]。
- 1970年（昭和45年） - 体育館が新築された上で、それまでの木造管理棟・公民館・プールが取り壊される[38]。
- 1971年（昭和46年） - 「管理棟」・給食室が新築された上で、それまでの鉄筋校舎・用務員室・給食調理室が取り壊される[38]。
- 1972年（昭和47年） - 「北校舎」西側1階部分の5教室が新築された上で、それまでの木造南側校舎が取り壊される[38]。
- 1973年（昭和48年）7月 - 新プールが新築される[51]。
- 1974年（昭和49年） - 「北校舎」西側2・3階部分の10教室及び玄関が新築された上で、それまでの木造北側校舎が取り壊される[38]。また、コンビネーション遊具が設置される[40]。
- 1974年（昭和49年）7月 - 有松小学校開校100周年を迎え、記念式典が行われる[40]。
- 1975年（昭和50年）9月1日 - 有松小学校桶狭間分校が開校する。
- 1976年（昭和51年）4月1日 - 桶狭間分校が分離独立し、名古屋市立桶狭間小学校となる。
- 1980年（昭和55年） - 「憩いの広場」が完成する[40]。
- 1983年（昭和58年） - 障害児学級「まつ組」が開設される[43]。
- 1984年（昭和59年） - 有松小学校開校110周年を迎え、記念式典が行われる[43]。
- 1985年（昭和60年） - アスレチックが設置される[43]。
- 1986年（昭和61年） - 「北校舎」に防球ネットが設置される[43]。
- 1987年（昭和62年） - 運動場に防球ネット・水飲み場が設置されたほか、クラブハウスが建設される[43]。
- 1989年（平成元年） - 「北校舎」のうち東半分が大規模改修工事を受ける[42]。
- 1990年（平成2年） - 「北校舎」のうち西半分が大規模改修工事を受ける[42]。
- 1991年（平成3年） - 「管理棟」・体育館が大規模改修工事を受ける。また、飼育小屋が完成したほか[42]、正門・玄関付近の整備が行われる[42]。
- 1994年（平成6年） - 有松小学校開校120周年を迎え、記念式典が行われる[43]。
- 2000年（平成12年） - 「東校舎」が竣工する。
- 2001年（平成13年） - 玄関前に防犯監視カメラと人感センサが設置される。
- 2002年（平成14年） - 体育館の耐震補強工事が完了する[52]。
- 2004年（平成16年） - 有松小学校開校130周年を迎え、記念式典が行われる[7]。
- 2005年（平成17年） - 「北校舎」の耐震補強工事が完了する[53]。
- 2006年（平成18年） - 「管理棟」の耐震補強工事が完了する[54]。また、西門付近に緊急車両用通路が建設される[7]。
- 2006年（平成18年）4月 - 発達障害通級指導教室「ラポール」が開設される[7]。

## 教育方針
有松小学校は校訓を「明るく　強く　正しく」としている。この3つの訓にそれぞれ教育目標が設定されている。
- 明るく - 「広い心で、みんな仲よく、励ましあう子」[55]
- 強く - 「何ごとにもくじけない心と体の強い子」[55]
- 正しく - 「よく考え、正しく判断できる子」[55]

## 学校行事
以下は2012年（平成24年）度の行事予定（同年5月末現在）を示す。
- 4月 - 入学式、始業式
- 5月 - 校外学習、遠足、運動会
- 6月 -
- 7月 - 終業式

- 8月 - 名古屋市中津川野外教育センターでの野外学習（5年生）[57]
- 9月 - 始業式、修学旅行
- 10月 -
- 11月 - 学芸会、作品展

- 12月 - 終業式
- 1月 - 始業式
- 2月 -
- 3月 - 卒業式、終了式

## 受賞歴
- 1988年（昭和62年）[いつ?] - 「第33回学研教育賞」（学習研究社、現学研ホールディングス）受賞[42]
- 1993年（平成5年） - 「学校図書館賞奨励賞」（公益社団法人　全国学校図書館協議会）受賞[42]

## 大会成績
- 1980年（昭和55年） - 「緑区小中学校水泳大会　男子の部」優勝[40]
- 1981年（昭和56年） - 「名古屋市少年野球大会」優勝[43]、「緑区小中学校連合運動会　男子の部」優勝[43]、「名古屋市少年卓球大会」優勝[43]
- 1985年（昭和59年）[いつ?] - 「緑区小中学校連合運動会　女子の部」優勝[43]
- 1993年（平成5年） - 「愛知県ハンドボール大会」4年連続優勝[42]
- 1994年（平成6年） - 「緑区小中学校連合運動会　男子の部」優勝[42]

## 学区

### 有松学区
面積
1.478平方キロメートル
世帯数
4,123世帯
人口
11,193人
人口密度
7,573人/平方キロメートル
（2012年（平成24年）10月1日現在）

### 有松学区を構成する地域
- 緑区有松（一部）
- 緑区有松愛宕
- 緑区有松三丁山
- 緑区有松町大字有松字往環南
- 緑区有松町大字有松字三丁山
- 緑区有松町大字有松字長坂南
- 緑区有松町大字有松字橋東南
- 緑区有松町大字桶狭間字愛宕西（一部）
- 緑区有松町大字桶狭間字牛毛廻間（一部）

- 緑区有松町大字桶狭間字高根
- 緑区有松町大字桶狭間字生山
- 緑区有松町大字桶狭間字幕山（一部）
- 緑区有松南
- 緑区大高町字北平部
- 緑区大高町字中平部
- 緑区大高町字西平部山
- 緑区大高町字東鰌池
- 緑区大高町字東峡

- 緑区大高町字東山
- 緑区大高町字平部高根
- 緑区大高町字南平部
- 緑区大高町字崙天
- 緑区桶狭間北2丁目（一部）
- 緑区左京山（一部）
- 緑区武路町
- 緑区緑花台

（2012年（平成24年）9月1日現在）

### 学区内の主な施設
- 愛知県警察緑警察署有松交番（北緯35度3分55.2秒 東経136度58分11.3秒 / 北緯35.065333度 東経136.969806度）
- 愛知県営大高緑地デイキャンプ場（北緯35度3分50.2秒 東経136度57分38.4秒 / 北緯35.063944度 東経136.960667度）
- 愛知県営大高緑地多目的広場（北緯35度3分46.9秒 東経136度57分37.1秒 / 北緯35.063028度 東経136.960306度）
- 名古屋市立有松中学校（北緯35度3分50.6秒 東経136度58分11.8秒 / 北緯35.064056度 東経136.969944度）
- 名古屋市消防局緑消防署有松出張所（北緯35度3分47.8秒 東経136度58分25.5秒 / 北緯35.063278度 東経136.973750度）
- 名古屋市立愛宕霊園（北緯35度3分37.3秒 東経136度57分52.9秒 / 北緯35.060361度 東経136.964694度）
- 有松・鳴海絞会館（北緯35度3分58.6秒 東経136度58分15.5秒 / 北緯35.066278度 東経136.970972度）
- 日本郵政株式会社名古屋有松郵便局（北緯35度3分55.6秒 東経136度58分21.1秒 / 北緯35.065444度 東経136.972528度）
- 碧海信用金庫有松支店（北緯35度3分58.2秒 東経136度58分16.4秒 / 北緯35.066167度 東経136.971222度）
- 株式会社小池製作所本社工場（北緯35度3分58.5秒 東経136度57分58.4秒 / 北緯35.066250度 東経136.966222度）
- 社会福祉法人英沁会ひいらぎ保育園（北緯35度3分34.7秒 東経136度58分14.8秒 / 北緯35.059639度 東経136.970778度）
- 社会福祉法人相和福祉会めぐみ保育園（北緯35度3分38.1秒 東経136度57分57.5秒 / 北緯35.060583度 東経136.965972度）

## 進学先中学校
- 名古屋市立有松中学校

名古屋市では公立学校選択制が導入されていないことから、公立中学校の進学先は名古屋市立有松中学校のみとなる。

## 交通
- 名鉄名古屋本線有松駅から約470m、徒歩約5分。